# Phryno postica
Phryno postica är en tvåvingeart som först beskrevs av Walker 1861.  Phryno postica ingår i släktet Phryno och familjen parasitflugor. Inga underarter finns listade i Catalogue of Life.